# Rulan Yeh
Rulan Yeh (* 4. September 1984) ist eine US-amerikanische Badmintonspielerin. 

## Karriere
Rulan Yeh belegte bei den Canadian Open 2004 Rang drei im Damendoppel mit ihrer Zwillingsschwester Rulien Yeh. Bei den nationalen Titelkämpfen gewann sie 2008 Silber im Mixed. Bei den Panamerikameisterschaften erkämpfte sie sich 2009 und 2012 Bronze. 2010 und 2013 nahm sie an den Badminton-Weltmeisterschaften teil.